# Histoire des protestants en France sous le Consulat et le Premier Empire
 (novembre 2024).
 (mars 2024).
La mise en forme du texte ne suit pas les recommandations de Wikipédia : il faut le « wikifier ».
Les points d'amélioration suivants sont les cas les plus fréquents. Le détail des points à revoir est peut-être précisé sur la page de discussion.
- Les titres sont pré-formatés par le logiciel. Ils ne sont ni en capitales, ni en gras.
- Le texte ne doit pas être écrit en capitales (les noms de famille non plus), ni en gras, ni en italique, ni en « petit »…
- Le gras n'est utilisé que pour surligner le titre de l'article dans l'introduction, une seule fois.
- L'italique est rarement utilisé : mots en langue étrangère, titres d'œuvres, noms de bateaux, etc.
- Les citations ne sont pas en italique mais en corps de texte normal. Elles sont entourées par des guillemets français : « et ».
- Les listes à puces sont à éviter, des paragraphes rédigés étant largement préférés. Les tableaux sont à réserver à la présentation de données structurées (résultats, etc.).
- Les appels de note de bas de page (petits chiffres en exposant, introduits par l'outil «  Source ») sont à placer entre la fin de phrase et le point final[comme ça].
- Les liens internes (vers d'autres articles de Wikipédia) sont à choisir avec parcimonie. Créez des liens vers des articles approfondissant le sujet. Les termes génériques sans rapport avec le sujet sont à éviter, ainsi que les répétitions de liens vers un même terme.
- Les liens externes sont à placer uniquement dans une section « Liens externes », à la fin de l'article. Ces liens sont à choisir avec parcimonie suivant les règles définies. Si un lien sert de source à l'article, son insertion dans le texte est à faire par les notes de bas de page.
- La présentation des références doit suivre les conventions bibliographiques. Il est recommandé d'utiliser les modèles {{Ouvrage}}, {{Chapitre}}, {{Article}}, {{Lien web}} et/ou {{Bibliographie}}. Le mode d'édition visuel peut mettre en forme automatiquement les références.
- Insérer une infobox (cadre d'informations à droite) n'est pas obligatoire pour parachever la mise en page.

Pour une aide détaillée, merci de consulter Aide:Wikification.
Si vous pensez que ces points ont été résolus, vous pouvez retirer ce bandeau et améliorer la mise en forme d'un autre article.
Cette page concerne les relations entre Napoléon Ier et les protestants en France entre 1799 et 1814. Elle inclut donc la période du Consulat puis du Premier Empire.

## Histoire
Le protestantisme était généralement proscrit en France entre 1685 (Édit de Fontainebleau) et 1787 (Édit de Versailles). Pendant cette période, le catholicisme romain était la religion d'État. La Révolution française a initié un processus de déchristianisation qui a duré de 1792 jusqu'au Concordat de 1801, un accord entre l'État français et la Papauté (qui a duré jusqu'en 1905). Le général et homme d'État français responsable du concordat, Napoléon Bonaparte, avait une attitude généralement favorable envers les protestants, et le concordat n'a pas rétabli le catholicisme comme religion d'État.
En avril 1802, Bonaparte promulgua unilatéralement les Articles Organiques, une loi conçue pour mettre en œuvre les termes du concordat. Elle reconnut formellement les églises luthériennes et réformées en France, prévoyant que leurs ministres soient rémunérés par l'État et leur accordant plusieurs églises catholiques précédemment détruites pendant les persécutions du règne de Louis XIV en compensation des églises protestantes. Les articles n'ont pas été négociés avec les catholiques ou les protestants et n'ont pas été influencés par l'ecclésiologie protestante réelle. Pour la première fois, les ministres protestants ont participé aux cérémonies publiques en tant qu'agents rémunérés de l'État. L'église réformée a été légalement établie à Paris en 1802, et d'ici 1804, il y avait 120 ministres réformés sur la liste de paie de l'État. En 1750, il n'y avait que quarante-huit ministres en France, tous pratiquant clandestinement car prêcher dans une église protestante était passible de la peine capitale. Les présidents de vingt-sept consistoires réformés étaient présents lors du couronnement de Bonaparte en tant qu'Empereur Napoléon Ier en 1804. À la fin de son règne, Napoléon avait 137 pasteurs réformés à son service. Avec l'expansion du Premier Empire français et l'incorporation directe des Pays-Bas, ainsi que des régions allemandes occidentales et nord-ouest, la France était désormais en possession de vastes régions à majorité protestante.
En raison des actions de Napoléon, les protestants français se considéraient généralement comme émancipés et intégrés dans la vie nationale de la période allant de 1802 jusqu'à la défaite et l'exil de Napoléon en 1814. La Charte de 1814, la constitution introduite par Louis XVIII, a maintenu la liberté des protestants telle qu'elle l'était sous Napoléon tout en restaurant le catholicisme comme religion d'État. Néanmoins, il y a eu une violence généralisée contre les protestants en 1815.